# Amada García Rodríguez
Amada García Rodríguez (Mugardos, 7 ottobre 1909 – Ferrol, 27 gennaio 1938) è stata una politica e antifascista spagnola.

## Biografia
Amada García Rodríguez fu una militante del Partito Comunista spagnolo nata a Mugardos in Galizia e impegnata contro la dittatura militare che, nella regione dove lei viveva, stava reprimendo ogni forma di opposizione dopo il colpo di stato, capeggiato anche da Francisco Franco, che aveva fatto iniziare la guerra civile spagnola.

### Impegno politico
Fu attiva politicamente partecipando alle riunioni del partito e in quanto donna non fu accettata dalla parte più reazionaria del suo ambiente sociale. Quando nel 1936 ci fu il colpo di stato in Galizia, ed iniziarono le persecuzioni nei confronti della sinistra, lei fu presto presa di mira.
Venne arrestata quando era incinta del secondo figlio. Una corte marziale la condannò a morte ma l'esecuzione venne ritardata fino a dopo la nascita del figlio. Nell'attesa venne quindi imprigionata nel carcere femminile di Ferrol.

### Esecuzione della condanna

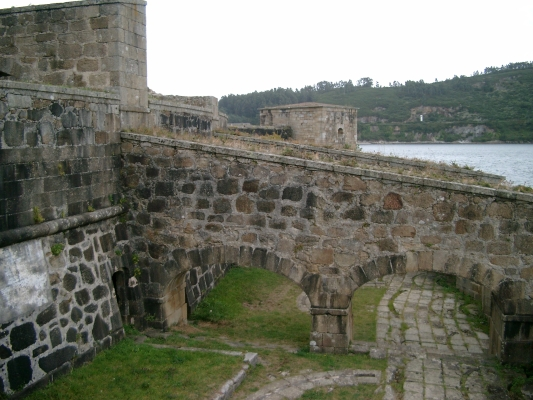
Il castello di San Felipe, a Ferrol, dove venne fucilata Amada García Rodríguez.

Alcuni giorni dopo la nascita del figlio, il 27 gennaio 1938, con altri sette condannati (Juan José Teixeiro Leira, José Maria Montero Martínez, Ángel Roldos Gelpi, Antonio Eitor Caniça, Ramón Rodrigues Lopes, Jaime Gonçales Peres e Germán Lopes García) venne fucilata accanto al muro del castello di San Felipe.

## Memoria
Il figlio secondogenito, Gabriel Toimil García, nato nel 1938, mantenne viva la memoria della madre a lungo. Il comune di Ferrol, con una cerimonia sotto le mura del castello, ricorda ogni anno Amada García e le altre sette persone fucilate con lei.